# Pivot-Akkord
Ein Pivot-Akkord (englisch Pivot chord oder auch Common chord) ist ein Akkord, der in identischer Form in verschiedenen Tonarten vorkommt und sich daher zur Modulation von einer Tonart in eine andere eignet. Dieser Akkord bildet den so genannten modulatorischen Kern. Gleich einem Drehpunkt (englisch Pivot) verbindet dieser Akkord Ausgangs- und Zieltonart. Er muss in beiden Tonarten die gleiche Qualität haben (z. B. Dur oder Moll).

## Pivot-Akkordmodulation (Modulation mittels eines gemeinsamen Akkordes)
Verwandte Tonarten haben mindestens einen diatonischen Akkord gemeinsam, der für einen als fließend empfundenen modulatorischen Übergang sorgen kann. Vergleicht man z. B. die Tonarten C-Dur und G-Dur, so sieht man, dass sie vier gemeinsame Akkorde haben, von denen jeder als Drehpunkt zwischen den Tonarten dienen kann.

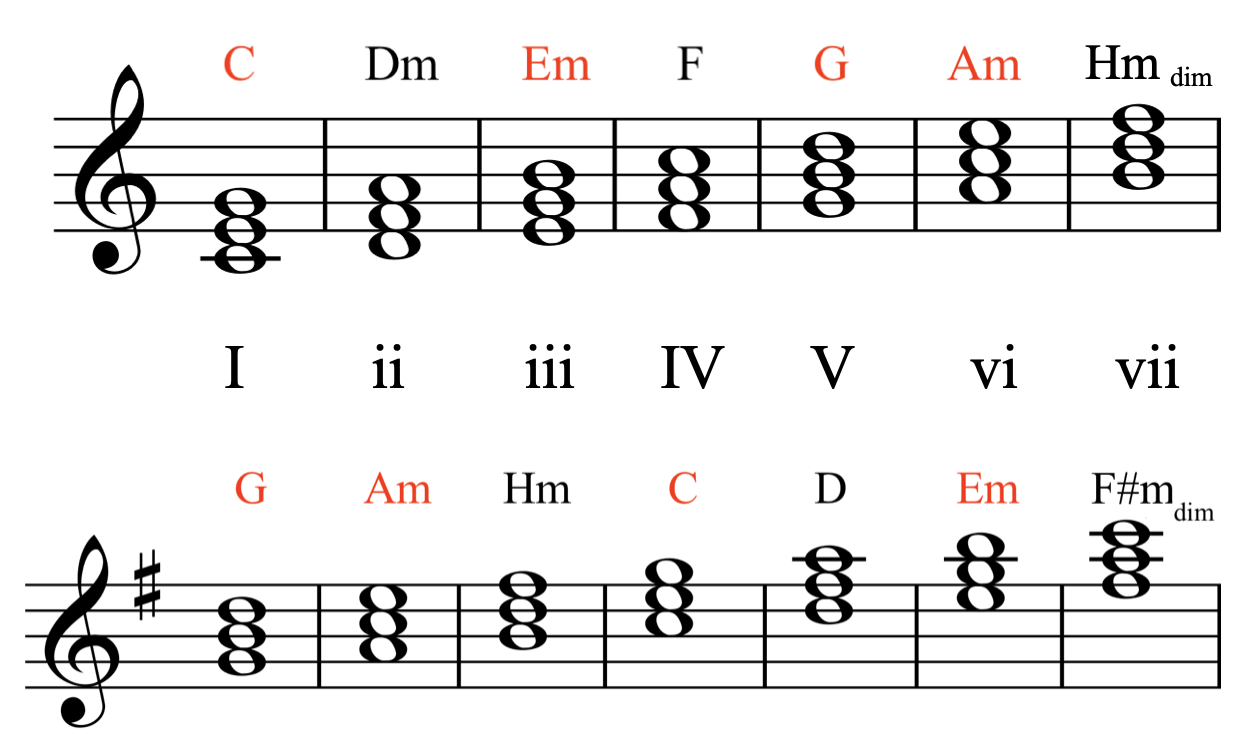
Gemeinsame Akkorde von C-Dur und G-Dur (rot markiert)

Die Tonart durch Verwendung eines Pivot-Akkords zu ändern wird dadurch möglich, dass ein gemeinsamer Akkord in der neuen Tonart eine andere Stufenposition einnimmt und in seiner Funktion umgedeutet wird:

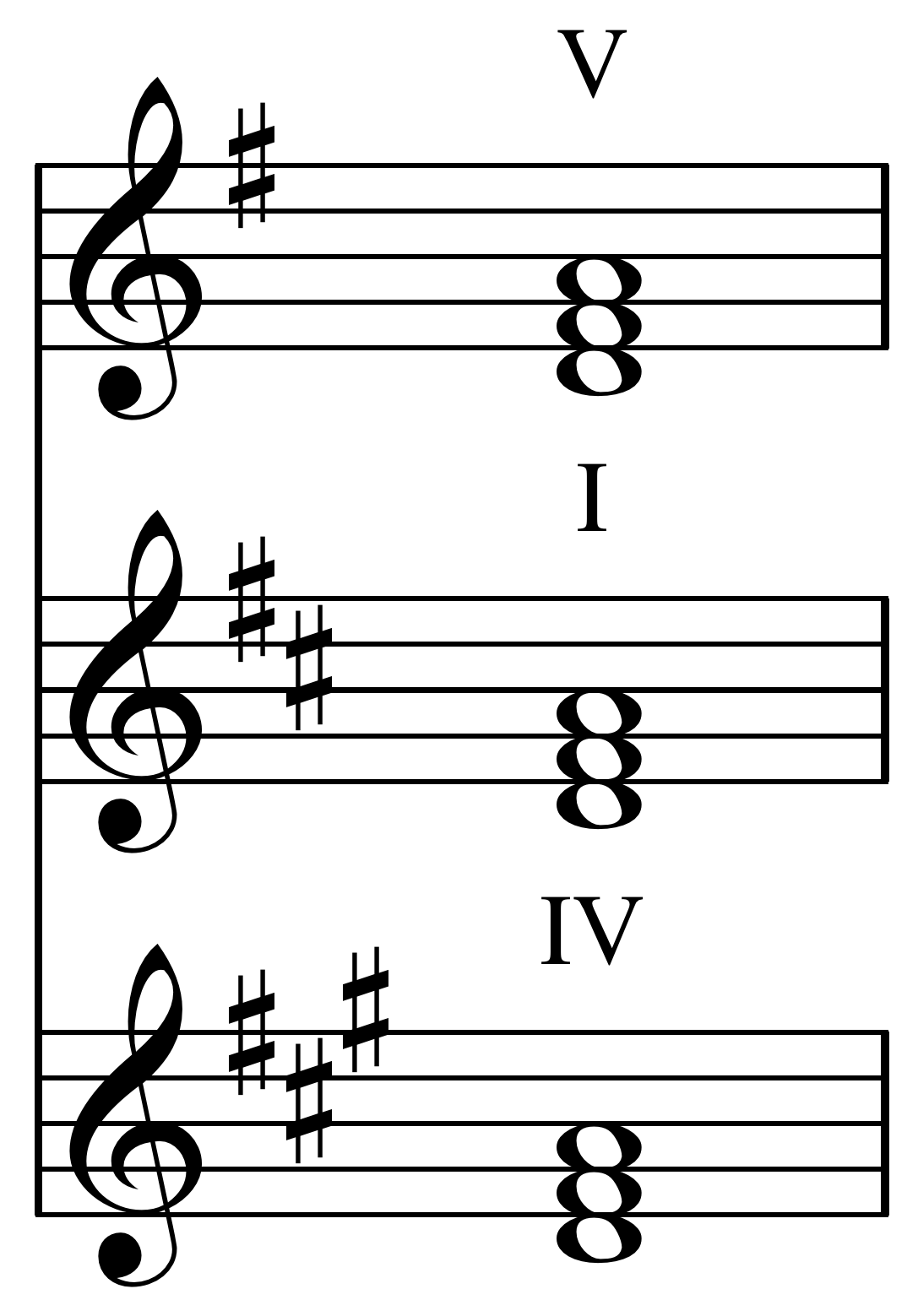
Stufenpositionen des D-Dur-Akkords in verschiedenen Tonarten

## Anwendungsbeispiele
In der Popmusik finden Pivot-Akkorde oftmals Anwendung, um Tonarten im Ganztonabstand auf kürzestem Weg zu verbinden. In Dolly Partons Komposition I Will Always Love You in der Interpretation von Whitney Houston wird im letzten Refrain die Ausgangstonart A-Dur durch eine sogenannte pump-up modulation, einem typischen Modulationsklischee der Popmusik zum Erzielen einer als Steigerung empfundenen Schlusswirkung, nach H-Dur transponiert. Als Pivot-Akkord dient der gemeinsame Akkord E-Dur, dessen Funktion von einer halbschlüssigen Dominante in A-Dur zur Subdominante in H-Dur umgedeutet wird.
Im Song Penny Lane von Lennon/McCartney dient der Tonartenwechsel hingegen zur Verdeutlichung der formalen Struktur: Die Ausgangstonart in der Strophe ist H-Dur und wechselt über den Pivot-Akkord E-Dur (Subdominante in H-Dur, Dominante in A-Dur) zum Refrain nach A-Dur.
Ob man bei eng verwandten Tonarten (wie C-Dur und G-Dur) typische Schlusswendungen als Tonartenwechsel (von der I. Stufe in C-Dur zur I. Stufe in G-Dur) oder als Halbschluss (von der I. Stufe bzw. Tonika zur V. Stufe bzw. Dominante in C-Dur) interpretiert, ist vom historischen Kontext und dem gewählten Analysemodell abhängig, wie ein Analyse-Beispiel einer Komposition von Johann Sebastian Bach zeigt:

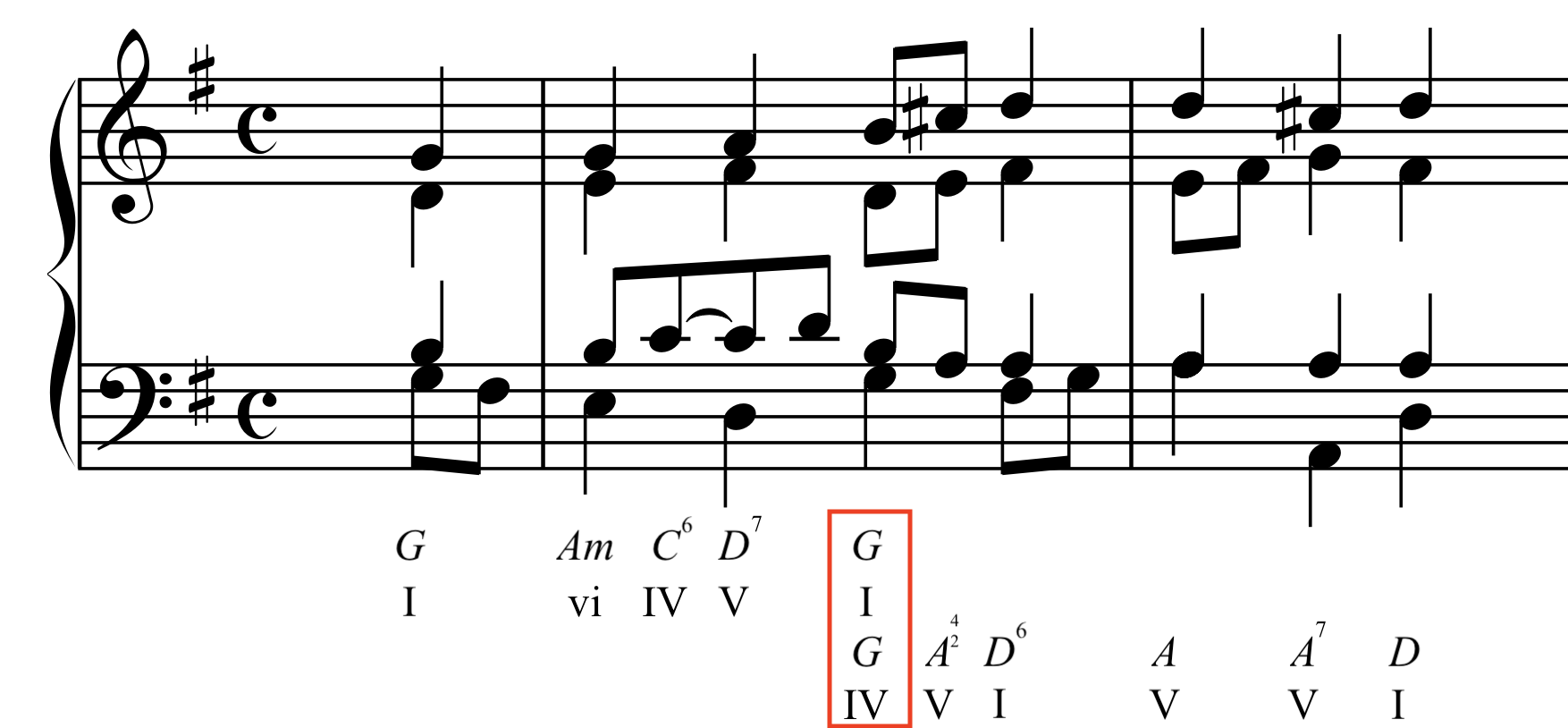
J. S. Bach, „Ermuntre dich, mein schwacher Geist“, aus dem Weihnachtsoratorium, BWV 248.

Bezogen auf die Ausgangstonart G-Dur hat der Autor der Analyse den Akkord auf dem dritten Viertel des ersten Taktes als Pivot-Akkord für die Zieltonart D-Dur gedeutet (G-Dur wird zur IV. Stufe bzw. Subdominante in D-Dur). Diese Sichtweise entspricht dem Analysemodell der Stufentheorie und ist für einen Choralsatz durchaus angemessen.